# 28 cm SKC/34
28 cm SKC/34 — 283-миллиметровое корабельное артиллерийское орудие, разработанное и производившееся в Германии. Состояло на вооружении Кригсмарине. Устанавливалось на  линейных крейсерах типа «Шарнхорст». Являлось усовершенствованной версией орудия 28 cm SKC/28, применявшегося на тяжёлых крейсерах типа «Дойчланд». Использовалось во Второй мировой войне. Пушки и башни линейного крейсера «Гнейзенау» были впоследствии установлены на батареях береговой обороны в Нидерландах и Норвегии.

## Конструкция орудия

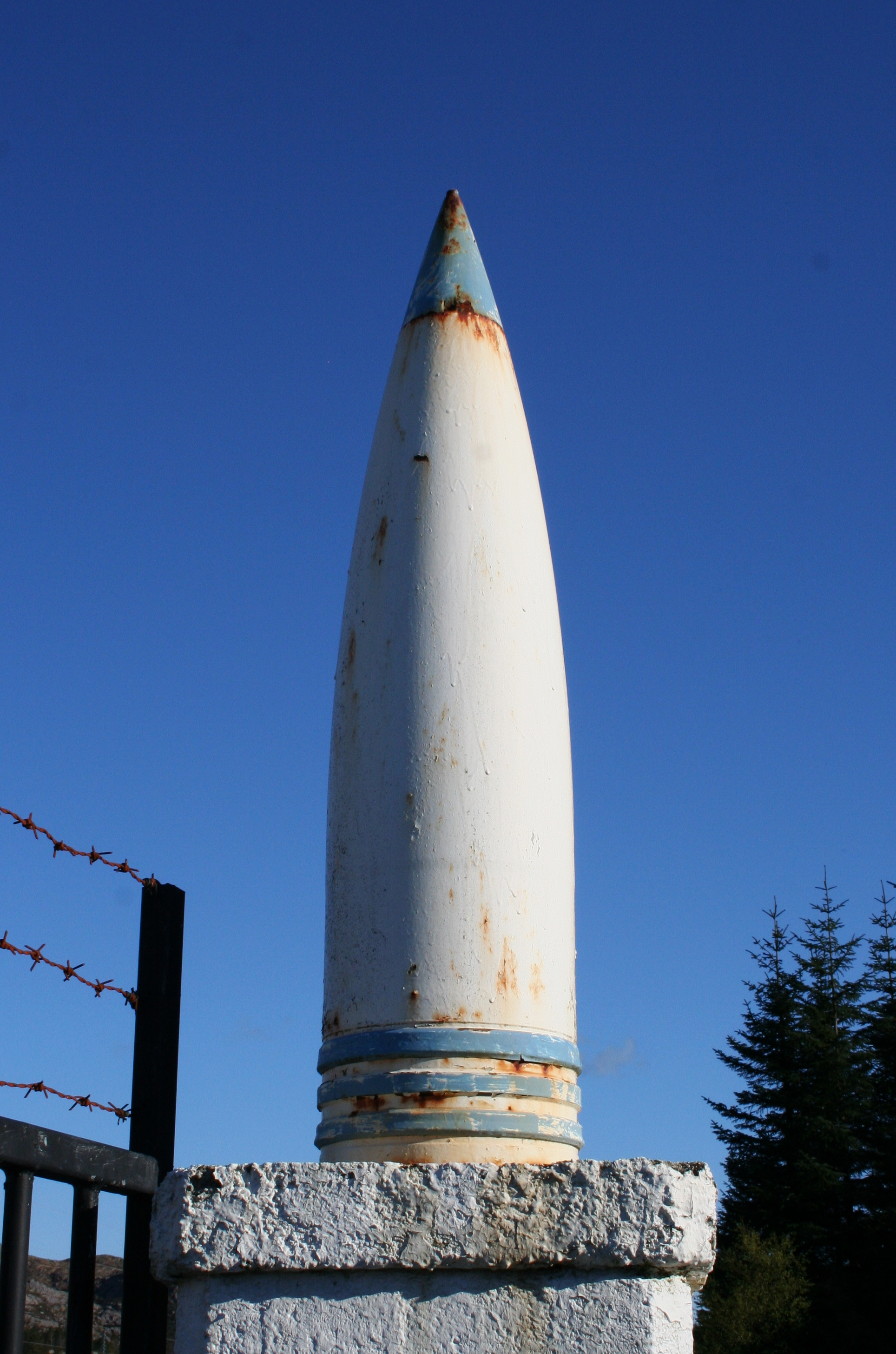
Снаряд орудия SKC/34.

Конструкция орудия SKC/34 была типичной для немецкой артиллерийской промышленности. Ствол состоял из внутренней трубы, сменного лейнера, заменяемого с казённой части и кожуха, состоявшего из двух частей. Вес ствола — 13 700 кг, лейнера — 6700. Длина ствола составляла 54,47 калибра. В стволе имелось 80 нарезов с прогрессивным шагом, от 1:50 до 1:35, глубиной 3,3 мм. Казенник вворачивался в горячем состоянии в заднюю часть кожуха. Затвор был клиновой, горизонтально-скользящего типа, что было не совсем обычно для орудия такого калибра и объяснялось применением гильзового заряжания. Заряжание осуществлялось при фиксированном угле 2°, теоретическая скорострельность равнялась одному выстрелу в 17 секунд. Формально максимальной скорострельностью считались три выстрела в минуту, на практике это значение не превышало двух выстрелов в минуту. Живучесть ствола — 300 выстрелов полным зарядом, что было хорошим показателем для артсистемы с такими баллистическими характеристиками.
Для орудия были разработаны снаряды трёх типов: бронебойный, с донным взрывателем Bdz.38; полубронебойный или фугасный с замедлением, также снабжённый взрывателем Bdz.38; фугасный, оснащённый головным взрывателем мгновенного действия Kz.37. В качестве взрывчатого вещества в снарядах первоначально использовался тротил, позднее перешли к применению гексогена.
| Бронебойный Pz.Gr. L/4,4          | 330 | 330 | 4,4 | 6,6  | 1,96 |
| Полубронебойный Spr.Gr. L/4,4 Bdz | 316 | 316 | 4,4 | 16,0 | 5,06 |
| Фугасный Spr.Gr. L/4,6 Kz         | 315 | 315 | 4,6 | 21,8 | 6,92 |

Такой выбор боеприпасов давал артиллеристам возможность обстреливать цели любого типа наиболее эффективными снарядами. При этом вызывал определённые трудности правильный подбор их соотношения в боекомплекте, поэтому обычно корабли имели равное количество снарядов каждого типа. Всего на каждый ствол имелось по 150 снарядов. Метательные заряды для всех типов снарядов были одинаковые и состояли из двух частей — основного заряда, весом 76,5 кг, в латунной гильзе, а также дополнительного переднего, весом 42,5 кг, в шелковом картузе. В зарядах применялся порох марки RPC/38. Его состав: 69,45 % — нитроцеллюлоза; 25,3 % — диэтилен-гликоль-динитрат; 5 % — централит (дифенил-диэтил-мочевина); 0,15 % — оксид магния; 0,1 % — графит.

## Конструкция установкиDrh LC/34
Башенная артиллерийская установка Drh LC/34 была разработана на основе аналогичной системы Drh LC/28, применявшейся на тяжёлых крейсерах типа «Дойчланд». 